# Valeria (Iowa)
Valeria  è una città degli Stati Uniti di 57 abitanti, situata nella contea di Jasper, in Iowa.